# Artemone
Artemone o Artemas (... – III secolo) è stato un religioso romano, menzionato dagli antichi autori come capo di una setta antitrinitaria della Roma del III secolo.
Della sua vita quasi nulla è conosciuto con certezza. Eusebio di Cesarea (Historia ecclesiastica, V, 28) sosteneva che fosse il maestro di Paolo di Samosata, opinione confermata dagli atti del concilio di Antiochia del 264, che parlano dei due personaggi come di due persone unite in comunione e reciproco appoggio. Eusebio e Teodoreto di Cirro (Haereticorum fabulae, II, 4; V, II) descrivevano il suo insegnamento come un rifiuto della divinità di Gesù; egli sosteneva che Gesù era semplicemente un uomo (psilos anthropos) adottato da Dio nel momento del suo battesimo nel Giordano. 
Secondo i suoi confutatori, Artemone falsificava le Sacre Scritture e si appellava alla tradizione per sostenere i suoi errori. Ambedue gli autori citati menzionavano le confutazioni da cui avevano tratto spunto: Eusebio da un'opera senza titolo, mentre Teodoreto da Il piccolo labirinto, attribuito in un primo tempo ad un presbitero romano, un certo Caio e, più recentemente, a Ippolito di Roma, il supposto autore supposto del Philosophumena.